# Calyptranthes cuspidata
Calyptranthes cuspidata är en myrtenväxtart som beskrevs av Carl Friedrich Philipp von Martius och Dc.. Calyptranthes cuspidata ingår i släktet Calyptranthes och familjen myrtenväxter. Inga underarter finns listade i Catalogue of Life.